# Andrea Carandini
Andrea Carandini (né en 1937 à Rome) est un archéologue italien spécialiste de la Rome antique. Parmi ses nombreuses fouilles prennent place celles de la villa de Settefinestre (entre Capalbio et Orbetello en Toscane). Il a été l'étudiant de Ranuccio Bianchi Bandinelli.

## Biographie
Fils de l'ambassadeur et ancien ministre Nicolò Carandini et, comme lui, comte, Andrea Carandini est né à Rome et enseigne l'archéologie à l'université de Rome « La Sapienza », où il est l'actuel titulaire de la chaire d'archéologie classique. Ses recherches portent en particulier sur la topographie de Rome, l'Étrurie à l'époque romaine et l'analyse des complexes monumentaux de diverses cités d'Italie (Volterra, Grumentum, Pompéi, et Véies).
Depuis 1993, il a coordonné un projet dans la banlieue de Rome et la vallée du Tibre en liaison avec la Superintendance archéologique et la Superintendance communale de Rome. Il continue à diriger les fouilles de la pente nord du Palatin, où d'importantes découvertes relatives à la ville primitive de Rome furent faites, parmi lesquelles la découverte du célèbre mur du Palatin en 1988.
Dans les années 1990 Andrea Carandini a été impliqué dans les fouilles de l'auditorium à Rome, une structure domestique importante datée du Ve siècle av. J.-C., vraisemblablement une résidence monumentale d'un clan important (gens). Certaines de ses idées sur l'historicité de Romulus ou de Latinus sont sujettes à controverse. « Carandini est un archéologue reconnu, qui a une manière intéressante et pleine d'imagination d'interpréter les conclusions » dit de lui Tim Cornell, directeur de l'Institut d'études classiques à l'université de Londres.
Andrea Carandini est, par ailleurs, un lointain cousin du comédien britannique Christopher Lee.

## Publications
- Ricerche sullo stile e la cronologia dei mosaici della Villa di Piazza Armerina (1964)
- La secchia Doria: una "storia di Achille" tardo-antica. Contributo al problema dell'industria artistica di tradizione ellenistica in Egitto. (1965)
- Vibia Sabina : funzione politica, iconografia e il problema del classicismo adrianeo (1969)
- Schiavi e padroni nell'Etruria romana : la Villa di Settefinestre dallo scavo alla mostra (1979)
- Archeologia e cultura materiale: dai lavori senza gloria nell'antichità a una politica dei beni culturali (1979)
- Esclaves et maîtres en Etrurie romaine : les fouilles de la villa de Settefinestre : catalogue de l'exposition (1981)
- Storie dalla terra. Manuale di scavo (1981)
- Filosofiana, la villa di Piazza Armerina : immagine di un aristocratico romano al tempo di Costantino (1982)
- La Romanizzazione dell'Etruria : il territorio di Vulci (1985)
- Settefinestre : una villa schiavistica nell'Etruria romana (1985)
- Schiavi in Italia : gli strumenti pensanti dei Romani fra tarda Repubblica e medio Impero (1988)
- Roma: Romolo, Remo e la fondazione della città (2000)
- Archeologia del mito. Emozione e ragione fra primitivi e moderni (2002)
- Paesaggi d’Etruria. La Valle dell’Albegna, la valle d’Oro e la Valle del Chiarore (2002, avec F. Cambi)
- Variations sur le thème de Romulus. Réflexions après la parution de l’ouvrage « La nascita di Roma » (in De Boccard, La Naissance de la ville dans l’Antiquité, 2003)
- Il mito romuleo e le origini di Roma (in M. Citroni, Memoria e identità. La cultura romana costruisce la sua immagine, 2003)
- La nascità di Roma. Dei, Lari, eroi e uomini all'alba di una civiltà (2003)
- Palatino, Velia e Sacra Via: Paesaggi urbani attraverso il tempo (2004)
- Remo e Romolo. Dai rioni dei Quiriti alla città dei Romani (775/750 - 700/675 a.C. circa) (2006)
- La leggenda di Roma (2006)
- Dal mostro al principe. Alle origini di Roma (2021)